# Hans-Peter Tschudi
Hans-Peter Tschudi (Bazel, 22 oktober 1913 - aldaar, 30 september 2002), was een Zwitsers politicus voor de Sociaaldemocratische Partij van Zwitserland (SP/PS) uit het kanton Basel-Stadt.

## Biografie

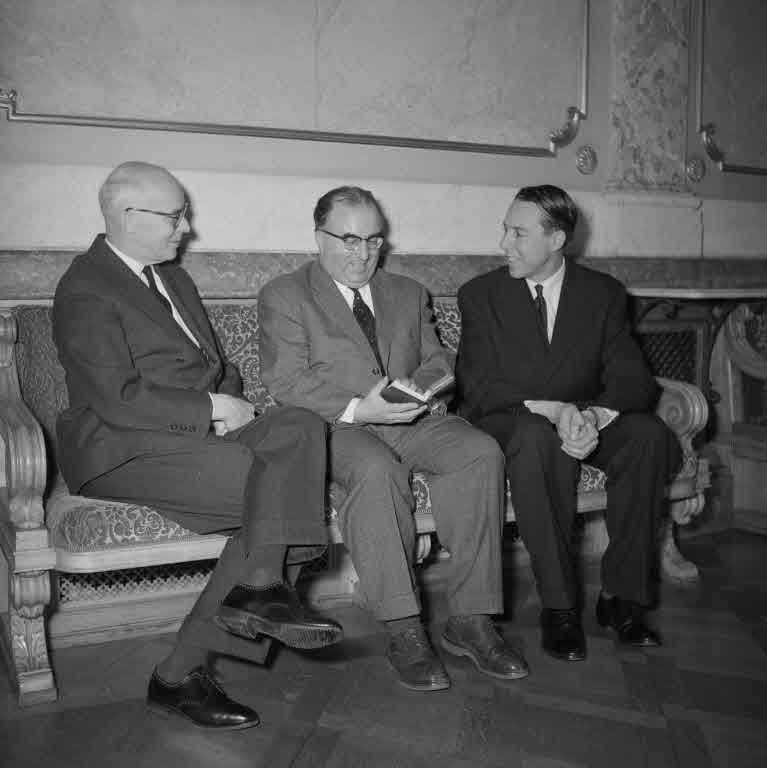
Tschudi (rechts), naast Willy Spühler (links) en Rudolf Welter (midden), in het Federaal Paleis in Bern, 1962.

Hans-Peter Tschudi was de zoon van een leraar. Hij studeerde rechten en in 1952 werd hij hoogleraar Sociale Zekerheid. In 1944 werd hij namens de Sociaaldemocratische Partij van Zwitserland (SP/PS) in de Grote Raad van Bazel-Stad gekozen. In 1953 werd hij lid van de Regeringsraad. In 1956 werd hij voor Basel-Stadt in de Kantonsraad gekozen. Van 1955 tot 1956 was hij voorzitter van de Regeringsraad van Basel-Stadt. Van 1 januari 1960 tot 31 december 1973 was hij lid van de Bondsraad. Zijn verkiezing ging samen met de invoering van de zgn. toverformule. Hij beheerde het Departement van Binnenlandse Zaken. In 1964 en 1969 was hij vicebondspresident en in 1965 en 1970 was hij bondspresident van Zwitserland. Hij zette zich in voor de Zwitserse ouderenwetgeving.

## Externe link

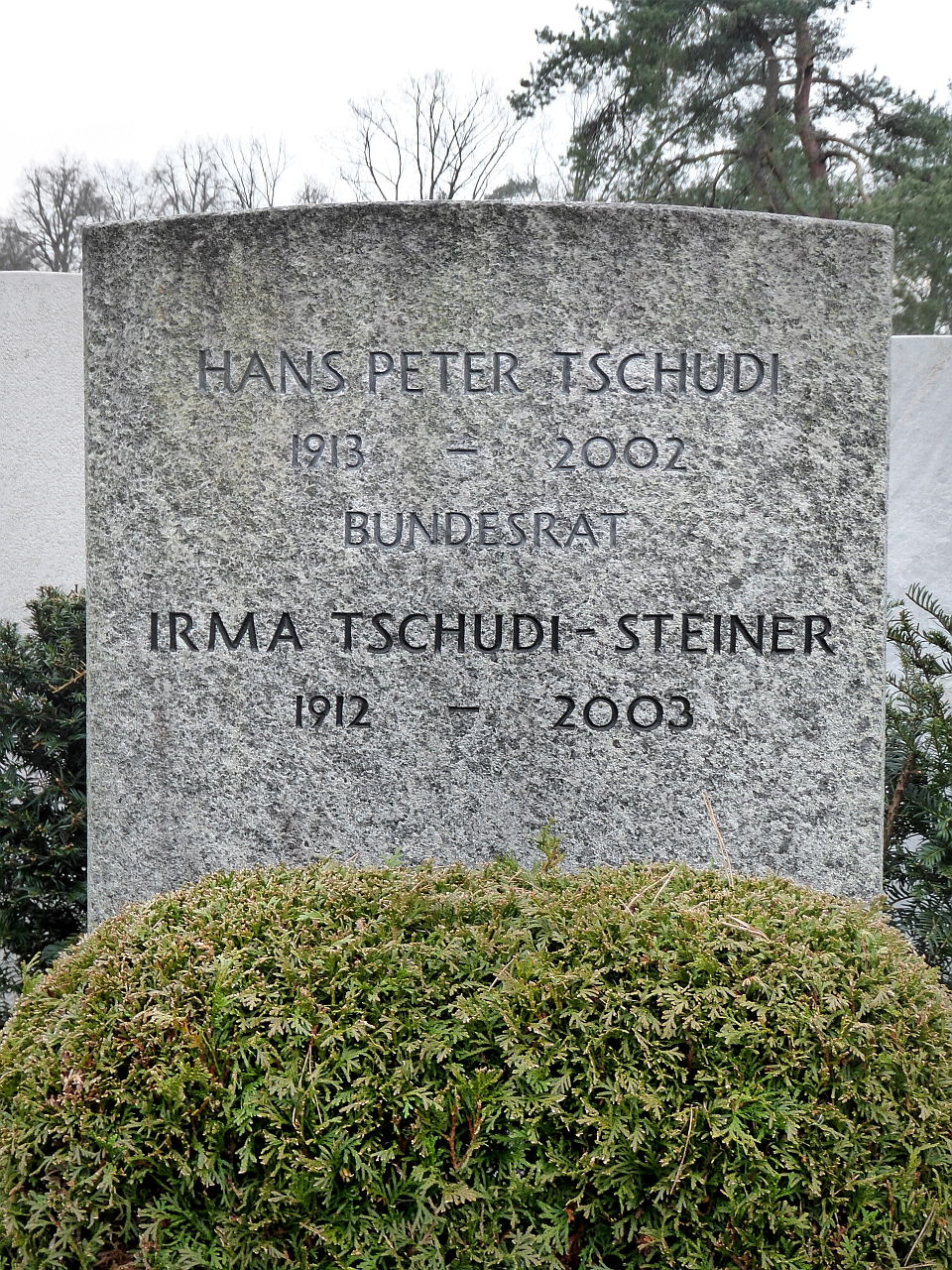
Graf van Hans-Peter Tschudi.